# Fløyen
Fløyen (vroeger Fløien), ook wel Fløyfjellet genoemd, is een van de zeven bergen rond de Noorse stad Bergen. Het hoogste punt van de berg ligt op 425 meter. In het Nederlands klinkt de naam van de berg als ‘Fleujen’. De berg werd vermoedelijk vernoemd naar een fløy (windwijzer) die aan een stok op de berg hing om zeilschepen in de haven de windrichting te tonen. De eerste vermelding van deze windwijzer was in 1560.
De kabelbaan Fløibanen, geopend in 1918, vervoert zo’n miljoen passagiers per jaar over een traject van 850 meter vanaf het centrum naar een punt op 320 meter hoogte. Dit uitzichtpunt over de stad wordt druk bezocht door toeristen. De kabelbaan heeft drie tussenstations die voornamelijk gebruikt worden door de bewoners van de huizen die tegen de bergwand aan zijn gebouwd. Bij het uitzichtpunt staat ook een restaurant dat in 1925 geopend werd. Het eindstation wordt tevens gebruikt als start- en eindplaats voor wandel- en langlauftochten over de berg. De berg is daarnaast vanuit het centrum te beklimmen via trappen langs de voormalige bleekweides aan de zuidkant van de berg. Halverwege deze route staat de karakteristieke houten Skansen Brandweerkazerne uit 1903 met witte muren en rood dak. Deze is naast de vijver Skansedammen gebouwd en beschermde de stad met zijn vele houten huizen tot uitdienstneming in 1969. De route loopt vervolgens via de wandelweg Tippetue naar de bergtop. Vanaf de top van de Fløyen kan in ongeveer vijf uur naar de top van een van de andere bergen van Bergen, de Ulriken, gelopen worden. Iets meer naar het oosten loopt de geasfalteerde weg Fløyfjellet, waarmee de berg per fiets en auto beklommen kan worden.
Tegen de zuidelijke bergwand ligt de oudste sportfaciliteit van de stad, Skansemyren, bestaande uit onder meer een atletiekbaan en voetbalveld.
De weg Åsaneveien (E16/E39) loopt in een tunnel onder de berg door.